# رزو
رزو (انگلیسی: Rezo) یوتیوبر، و اثرگذار آلمانی است که برای طرفدارانش به جک‌ها و سلیقه‌های موسیقایی‌اش که در ۲۰۱۹ منجر به روشن شدن آتش شعلهٔ چالشی سیاسی در ۲۰۱۹ شد شناخته شده‌است.

## زندگی
رزو در خانواده‌ای چوپان بزرگ شده‌است. او آخن را به‌عنوان مکان سکونت نام می‌برد. بنا به اطلاعات خودش او علوم رایانه در دانشگاه فنی دورتموند خوانده‌است و در سال ۲۰۱۶ مدرک ارشد خود را دریافت کرده‌است. از ۱۴سالگی تا یک‌ونیم سال پیش از دریافت مدرک ارشد او در گروه‌های موسیقی مختلفی نواخته‌است. او گیتار می‌نوازد. یک ویژگی متمایز کنندهٔ او موهای آبی‌اش است.

## حضور اینترنتی
در ۱۸ مه ۲۰۱۹، یک هفته پیش از انتخابات پارلمان اروپا (۲۰۱۹)، رزو در کانال دومش، Rezo ja lol ey، یک ویدیو منتشر می‌کند که می‌گوید افراد حساس احزاب، به خصوص حزب‌های اتحادیه دموکرات مسیحی آلمان، حزب سوسیال دموکرات آلمان، «زندگی ما و آیندهٔ ما» را نابود می‌کنند. این ویدیوی ۵۵ دقیقه‌ای، با ۲۴۷ ارجاع و منبع از متون علمی، مدعی می‌شود که اتحاد محافظه‌کار حاکم دارای خط‌مشی ناپایدار است: عدم فعالیت در سیاست‌های گرمایش زمین، ساخت سیاست برای پولداران، جنگ و سانسور اینترنتی. همچنین او صراحتاً علیه راست‌گرا عوام‌گرایی آلترناتیو برای آلمان نیز هشدار می‌دهد، به این دلیل که آن‌ها فقط «دنیا را بدتر می‌کنند».
این ویدئو با بیش از ۱۶ میلیون بازدید در یوتیوب به یکی از جنجالی‌ترین ویدئوهای سیاسی حال حاضر آلمان تبدیل شد و بسیاری از مقامات حزب سوسیال دموکرات که مقام‌های دولتی را نیز در اختیار دارند را به واکنش وا داشت.